# Caroline Walter
Caroline Friedericha Halle, gift Walter og Müller (født 5. februar 1755 i København, død 17. november 1826 i Stockholm) var en dansk operasanger og skuespiller.
Hun blev født med navnet Halle, men fik ved giftermål navnene Walter og senere Müller.
Født i København. Hun blev i 1761 elev på Det Kongelige Teater, hvor hun optrådte i barneroller. I 1769 blev hun ansat som skuespillerinde og var i det næste ti-år en af Danmarks mest ansete skuespillerinder, hovedsageligt inden for roller i komedier og opera-comique.

## Flygtede til Sverige
I året 1780 forlod hun Danmark med sin elsker Christian Friedrich Müller, da hun ikke kunne opnå en skilsmisse fra sin daværende ægtemand. Hun rejste til Sverige, hvor hun fik sin skilsmisse, giftede sig med elskeren og blev ansat ved operaen i Bollhuset, hvor hun gjorte en lysende debut som Alceste i 1781. Hun var udpeget til at optræde i den forestilling, som skulle indvie den svenske Kongelige Opera i 1782, men hun flyttede i stedet til London på grund af gæld. Næste år kaldte Gustav 3. af Sverige hende tilbage til den svenske Opera imod gældsafskrivning, og hun afløste i 1784 Elisabeth Olin, Sveriges største primadonna.

## Mest kendte roller
Blandt hendes roller var de mest kendte:

### Sæsonen 1780-1781
- Armide og Iphigenia i Glücks operaer, Dido og Kristina Gyllenstierna i Johan Naumanns Gustaf Vasa.
- Hun spillede Alceste i Alceste af Gluck sammen med Carl Stenborg og Kristofer Kristian Karsten

### Sæsonen 1781-1782
- Anguelique i Roland af Quinault sammen med Carl Stenborg og Kristofer Kristian Karsten
- Iphigenie i Iphigenie på Tauris af Glück sammen med Carl Stenborg og Kristofer Kristian Karsten,

### Sæsonen 1785-1786
- Kristina Gyllenstierna i Gustaf Vasa af Nauman sammen med Carl Stenborg og Kristofer Kristian Karsten

### Sæsonen 1786-1787
- Armide i Armide af Quinault sammen med Carl Stenborg och Kristofer Kristian Karsten

### Sæsonen 1787-1788
- Kristina af Holstein-Gottorp i Gustaf Adolf och Ebba Brahe sammen med Franziska Stading, Carl Stenborg og Kristofer Kristian Karsten

### Sæsonen 1792-1793
- Prosper i Azemia af Dalayrac sammen med Abraham de Broen og Kristofer Kristian Karsten
- Aretea i Alcides inräde i världen af Haeffner sammen med Carl Fredrik Fernstedt og Marie Louise Marcadet
- Georgino i Den stormiga aftonen af Dalayrac sammen med Abraham de Broen og Kjell Waltman

### Sæsonen 1793-1794
- Josef i De bägge Savojarderna af Dalayrac sammen med Kristofer Kristian Karsten og Marie Louise Marcadet
- Malena i De gamla friarna af Dalayrac sammen med Kjell Waltman, Carl Magnus Craelius, Maria Franck og Inga Åberg

### Sæsonen 1795-1796
- Lisette i Reanud d'Ast sammen med Kristofer Kristian Karsten

### Sæsonen 1798-1799
- Colombine i Den talande tavlan af Grétry sammen med Carolina Kuhlman

### Sæsonen 1799-1800
- Dido i Aeneas i Carthago sammen med Carl Stenborg og Kristofer Kristian Karsten

Hun afsluttede sin skespillerkarriere i 1806, men gav sin sidste forestilling ved Karl 13. af Sveriges kroning i 1810. I perioden 1812-1815 var hun rektor og lærer i skuespilkunst på det svenske teater Dramatens elevskole.

## Ekstern henvisning
- Caroline Walter i Dansk Kvindebiografisk Leksikon på Lex.dk, tidl. Kvinfo.dk
- Caroline Walther på Dansk Film og Teater (Webside ikke længere tilgængelig)